# تصور البرمجيات
تصور البرمجيات أو التصور البرمجي يشير إلى تصوُّر المعلومات المتعلقة بالأنظمة البرمجية والمتعلقة بها، إما معمارية البرمجيات للشيفرة المصدرية الخاصة بها أو مقاييس سلوكها في وقت التنفيذ وعملية تطويرها عن طريق ثابت أو تفاعلي أو متحرك 2-D أو 3-D تمثيلات بصرية لبنيتها، التنفيذ، السلوك، والتطور.

## معلومات نظام البرمجيات
يستخدم تصور البرمجيات مجموعة متنوعة من المعلومات المتوفرة حول أنظمة البرامج. تشمل فئات المعلومات الرئيسية ما يلي:
- آثار التنفيذ مثل رموز المصدر.
- بيانات القياس البرمجية من القياسات أو من الهندسة العكسية.
- آثار تسجل سلوك التنفيذ.
- بيانات فحص البرمجيات (على سبيل المثال، تغطية الفحص).
- بيانات مستودع البرمجيات التي تتعقب التغييرات.

## أهداف
تتمثل أهداف تصور البرمجيات في دعم فهم أنظمة البرمجيات (أي هيكلها) والخوارزميات (على سبيل المثال، من خلال تنشيط سلوك خوارزميات الفرز) بالإضافة إلى تحليل واستكشاف أنظمة البرامج وشذوذاتها (على سبيل المثال، من خلال إظهار الطبقات ذات الاقتران العالي) وتطورها . تتمثل إحدى نقاط القوة في تصور البرامج في دمج وربط معلومات أنظمة البرامج غير المرتبطة بطبيعتها، على سبيل المثال من خلال إسقاط تغييرات التعليمات البرمجية على آثار تنفيذ البرامج.
يمكن استخدام تصور البرمجيات كأداة وتقنية لاستكشاف وتحليل معلومات نظام البرامج، على سبيل المثال، لاكتشاف حالات شاذة تشبه عملية استخراج البيانات المرئية. على سبيل المثال، يُستخدم تصور البرمجيات لمراقبة الأنشطة مثل جودة التعليمات البرمجية أو نشاط الفريق. التصور ليس بطبيعته طريقة لضمان جودة البرمجيات. تشارك تصورات البرمجيات في ذكاء البرمجيات في السماح باكتشاف المكونات الداخلية لأنظمة البرامج والاستفادة منها.

## أنواع
يمكن استخدام أدوات لتصور البرمجيات لتصور كود المصدر وعيوب الجودة أثناء تطوير البرامج وأنشطة الصيانة. هناك طرق مختلفة لتعيين شيفرة المصدر لتمثيل مرئي مثل خرائط البرامج هدفها يشمل، على سبيل المثال، الاكتشاف والتصور التلقائي لعيوب الجودة في أنظمة وخدمات البرمجيات الموجهة للكائنات. بشكل عام، يتصورون العلاقة المباشرة للفصل وطرقه مع الفصول الأخرى في نظام البرمجيات ويضعون علامة على عيوب الجودة المحتملة. فائدة أخرى هي دعم التنقل البصري من خلال نظام البرمجيات.
يتم استخدام برنامج رسم بياني متخصص أكثر أو أقل لتصور البرمجيات. وجد مسح صغير عام 2003 للباحثين النشطين في مجالات الهندسة العكسية وصيانة البرمجيات أنه تم استخدام مجموعة متنوعة من أدوات التصور، بما في ذلك حزم الرسم البياني للأغراض العامة مثل GraphViz و GraphEd وأدوات لغة النمذجة الموحدة مثل Rational Rose وBorland Together، والمزيد أدوات متخصصة مثل تصور الرسوم البيانية للمترجم (VCG) وريجي. مجموعة أدوات لغة النمذجة الموحدة التي يمكن أن تعمل كمصور بصري من خلال مصدر الهندسة العكسية ليست قصيرة على الإطلاق، أشار كتاب عام 2007 إلى أنه بالإضافة إلى الأداتين السالفتي الذكر، فإن نموذج ESS وBlueJ وFujaba لديهم أيضًا هذه الإمكانية، وأن Fujaba يمكنها أيضًا تحديد أنماط التصميم.

## روابط خارجية
- SoftVis ندوة ACM حول تصور البرامج
- VISSOFT مؤتمر العمل الثاني IEEE على تصور البرمجيات
- EPDV أرض تبعيات مشروع الكسوف